# Arabská mytologie

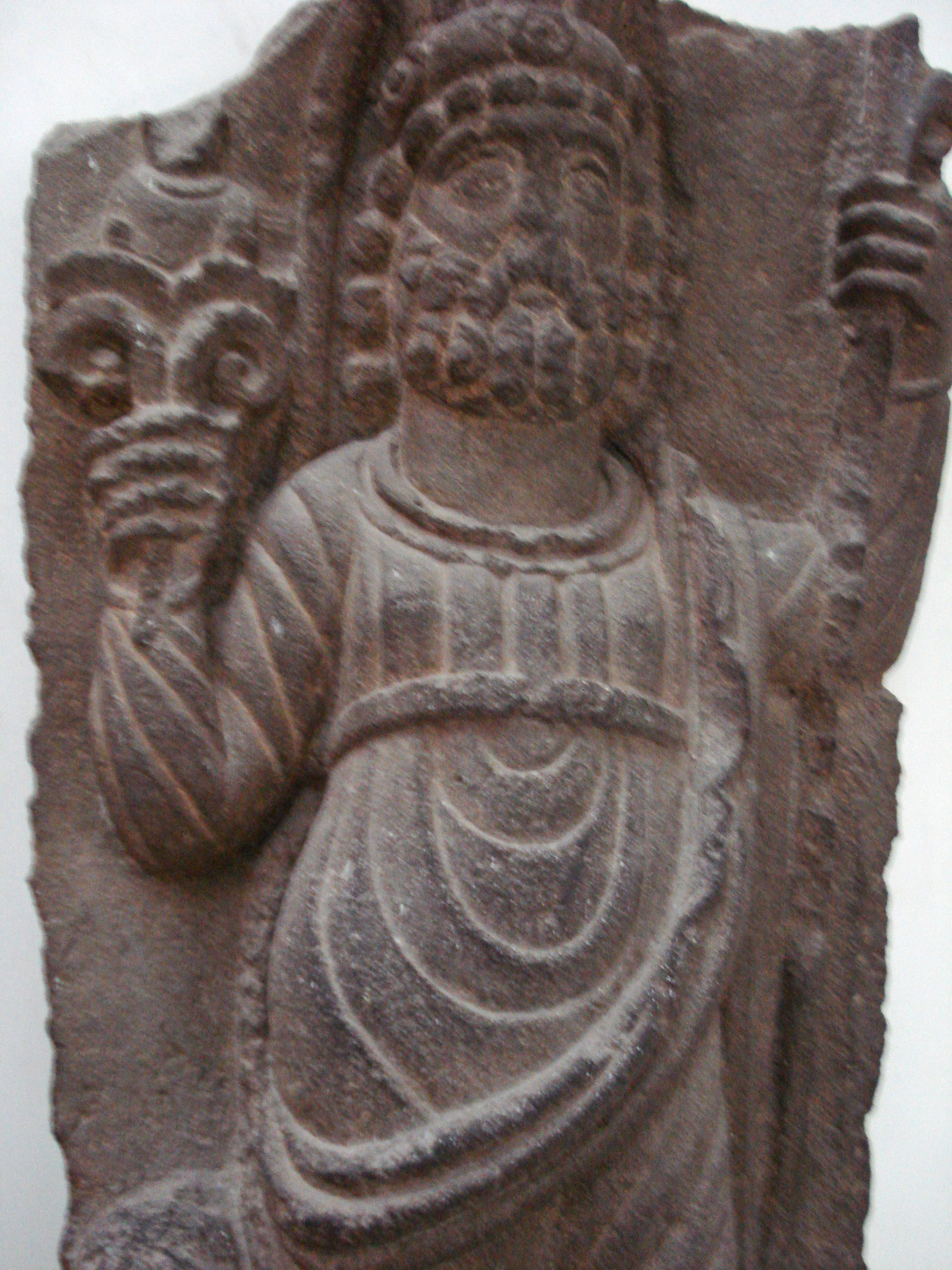
Nabatejský nejvyšší bůh Dushara, Národní muzeum v Damašku

 Arabská mytologie  se týká souboru předislámských polyteistických systémů víry praktikovaných do nástupu islámu v oblasti úrodného půlměsíce, tzn. arabský polyteismus či „arabské pohanství“ hojně praktikovaný mezi arabskými kmeny (Nabatejců, tj. Arabů). Tento systém vychází z raných semitských kultů a poté se stal základem a inspirací pro islám, který vyznává víru v jediného boha Alláha (v té době monolatristický kult uznávající i existenci jiných božských entit).
Aspekty této kultury jsou popsány v Pohádkách tisíce a jedné noci, kde se mluví o entitách jako džinové, ghúlové, létající koberce, magické olejové lampy nebo postavy jako námořník Sindibád, Aladin či Princ z Persie, stejně jako ve spoustě jiných knih.

## Historie
První stoupenci v oblasti úrodného půlměsíce uctívali hlavně stromy, kameny, hvězdy a planety, kterým přisuzovali nadpřirozené vlastnosti. Bohové byli často symbolizováni kameny, které tvořily často svatyně, kde se uctívači setkávali. Předpokládalo se také, že bohové obývají stromy.
Velmi důležitým centrem tehdejší víry se stala Kaaba v oblasti dnešní Saúdské Arábie. Kaaba je kamenné místo s černým kamenem uprostřed, kde se uctívalo 360 bohů plus vládce měsíce Hubal.

## Entity arabské mytologie
Uctíváno bylo 360 bohů a jejich vládce Hubal, měsíční bůh.
Mezi další významné uctívané bohy patřily mimo jiné tři bohyně:
- Al-Lát - kamenný idol uctívaný Araby v Mekce nacházejicí se v Taifu.
- Al-‘Uzzá - také jako "Ta nejmocnější" - bohyně plodnosti, kterou a Hubala prosili Arabové, aby je ochránila před pohromami a válkami.
- Manát - bohyně osudu.

Další významní bohové byli Manáf, Wadd, Ta'lab, Dhu'l-Halasa a jiní. Rozhodující význam také měly různé nadpřirozené bytosti, duchové, elementálové a monstra, mezi které patří džinové, ifríti, maridové, ghúlové a bahamutové.